# 룬의 아이들: 데모닉

## 책 정보
《룬의 아이들: 데모닉》은 전민희의 룬의 아이들 시리즈 중 2부에 해당하는 판타지 소설이다. '데모닉'이라고 불리는 조슈아 폰 아르님을 주인공으로 하여, 조슈아가 가문의 계승에 관련된 음모에 휘말려 친구 막시민 리프크네, 리체 아브릴 등과 함께 모험을 하는 내용이다. 전작의 주요 인물이었던 보리스 진네만과 루시안 칼츠도 등장한다.

## 줄거리
데모닉이라 불리는 천재는 이 세상의 모든 재능을 다 가지고 있다고 말해지는 악마와도 같은 존재이지만 너무 많은 재능 탓인지 쉽게 미치광이로 돌변하며 그 수명마저 길지 않다. 조슈아 폰 아르님은 이러한 데모닉의 운명을 타고난 채로 자신의 가문을 부흥시키기 위한 계책을 어린 나이에 갖게 되고 이를 주목받지 않기 위해 자신의 작은 할아버지가 살고 있는 코츠볼트라는 시골로 내려가게 되며 거기서 자신의 어쩌면 유일하다고 해야 할지도 모를 친구인 막시민 리프크네와 첫만남을 가지게 된다. 시간이 지나고 코츠볼트에서 다시 집으로 돌아온 조슈아는 자신을 둘러싸고 일어나는 사건에 대해 염증을 느끼고 막스 카르디라는 가명을 쓰며 하이아칸이라는 곳에서 배우로 활동한다. 한편, 코츠볼트에서 여느 때와 다름없이 지내던 막시민은 조슈아가 자신의 공연에 초대하는 티켓을 보낸 것을 보고 가려는 준비를 하지만 도중에 조슈아가 하이아칸에서 집으로 돌아왔다는 걸 축하하는 파티가 열린다는 새로운 소식에 조슈아의 집으로 향한다. 그러나 막시민은 오랜만에 보는 조슈아가 뭔가 이상하다는 것을 느끼고 무엇인가 조슈아에게 일이 일어났다는 사실을 간파하고는 무슨 일이 일어난건지 확실히 알기 위해 하이아칸으로 떠나게 된다. 막시민이 하이아칸에 도착하자 어째서인지 집에 있어야 할 막시민은 막스 카르디로서 배우 활동을 하고 있었고 막시민은 조슈아에게 진실을 알린 후 그를 집으로 데려가기로 결심한다. 하지만 막시민은 조슈아를 쉽게 만날 수 없는데다가 설상가상으로 조슈아에게는 생명의 위협마저 다가오게 되는데...

## 등장 인물

### 주연
- 아르모리크 경 조슈아 아일브레탄트 폰 아르님(Josua Ailbretant von Arnim) : 소설의 주인공. 본문을 인용하자면 태어나자마자 말을 하고, 한 살도 되기 전에 글을 읽고, 다섯 살이 되면 손에 잡히는 책마다 통째로 외워버리고 손에 잡히는 악기를 단번에 연주하고, 시인들처럼 시를 써대고, 화가들처럼 그림을 그리고, 심지어 천사들도 눈을 내리깔고 지나갈 정도로 잘나빠진 얼굴도 갖고 태어나는 소공작 조슈아는 오히려 그 데모닉이라는 능력때문에 지독히 고독하다. 그러나 막시민 리프크네와 리체 아브릴을 만나고 가문의 음모를 피해 도망다니는 과정에서 또 다른 나를 발견하며 자아를 찾게된다. 천재가 가지고 있는 재능과 그 재능 때문에 괴로워하면서도 친구인 막시민 덕에 미치지 않고 데모닉으로서 살아가게 되는 소공작.

- 막시민 리프크네(Maximin Liebkne) : 조슈아의 소꿉친구로 기막힌 궤변력과 언변을 가지고 있다. 가난한 집에서 태어난 배경 덕에 뛰어난 추리력과 현실감각을 소유하고 있으나 매사를 귀찮아하고 세상만사에 무관심하다. 그러나 어렸을 때를 함께한 조슈아의 일이라면 그 어떤 일이라도 발벗고 나서는 면도 가지고 있다. 기본적으로 여러 생각을 동시에 하고 합리적인 결정을 내릴 수 있는, 조슈아와는 또다른 의미의 천재. 후줄근한 옷차림에 군데군데 망가진 안경을 쓴 갈색 더벅머리의 소년으로 조슈아가 데모닉으로서 겪는 괴로움을 이겨낼 수 있도록 항상 곁에 있어준다.

- 클라리체 데 아브릴(Clarice de Avril) : 블루코럴 섬의 미랭게트 의상실에서 일하는 솜씨좋은 재봉사이자, 데모닉의 히로인. 제법 예쁜 외모와 붉은 장밋빛 머리를 가지고 있으나 아픈 어머니와 어린 남동생을 먹여 살려야 하는 소녀 가장이다. 우연찮게 조슈아의 사건에 휘말려 함께 도망다녀야만 하는 입장에 처하게 된다. 조슈아의 자아성찰에 큰 영향을 미치고 그와 함께 자신도 성장해 나가게 된다. 공간지각력이 뛰어나고 그림도 잘그린다. 애칭은 리체. 혼자서 가족의 생계를 책임진 데다가 검술사범으로 일하는 아버지를 둔 탓인지 조슈아와 막시민보다 앞에 나서서 행동하는 경우도 적지 않다.

### 조연
- 란지에 로젠크란츠(Lanziee RosenKrantz) : 미래에 공화정을 이끌 대표로 지스카르에 의해 키워지고 있다. 과거에는 여동생과 함께 버려져 귀족의 시종으로 팔리는 비참한 삶을 살았지만 지스카르의 도움으로 혁명가의 길을 걷게 된다. 자신의 인간성을 내치면서까지 이상적인 공화인이 되고자 노력하는 인물이다. 공화정을 다시 세우기 위해 테오(조슈아의 매형)와 함께 조슈아를 암살하려고 하지만 실패하고 왕국8군에게 잡혀 고문을 당하게 된다. 하지만 히스파니에 폰 아르님(조슈아의 작은할아버지)과 스승인 대영주 지스카르의 도움으로 풀려난다. 이후 네나플에 입학하여 보리스, 루시안, 막시민과 같은 반에서 다니게 된다. 란지에가 룬의 아이들-3부의 주인공이 될 가능성도 있다는 얘기도 있으나, 작가는 종전 작품에서 주인공으로 나왔던 캐릭터는 3부의 주인공이 아니라고 했고, 란지에는 부주인공 격으로 많이 출연하기 때문에 가능성은 적다.

- 히스파니에 폰 아르님(Hispanie von Arnim) : 조슈아의 작은 할아버지. 그 역시 데모닉이며 조슈아를 강하게 만들고 싶어한다. 다만 손상된 데모닉이기에 데모닉의 가장 큰 특징 중 영매의 특성은 지니지 않았다. 코츠볼트에 살며 막시민을 돌봐주었다. 대영주 나타송과의 거래로 란지에를 왕국 8군에서 빼내온 인물이다. 애칭은 히스.  조슈아를 제외하면 현재 살아있는 유일한 데모닉이며 말투와는 다르게 막시민을 제법 아끼는 모습을 자주 보여준다.

- 켈스니티 발미아드(Kelsnitie Valmiad) : 아르님 가문의 초대공작인 이카본의 세 맹우 중 한 명이다. 살아 생전 사제였기 때문에 유령들을 다스릴 수 있다. 건국 시대 때부터 유령으로 살다 영매인 조슈아를 만나 함께 다닌다. 조슈아를 위해 영혼을 걸 정도로 조슈아를 아낀다. 애칭은 켈스.

- 이카본 폰 아르님(Ichabone von Arnim) : 아르님 가문의 초대 공작이다. 페리윙클섬에서 고아로 살다가 켈스니티, 스초안, 아나로즈를 만나 페리윙클을 독립시키고 아노마라드 초대 국왕과 함께 아노마라드를 건국하고 공작이된다. 최초의 데모닉이자 유일하게 정상으로 알려진 데모닉이다.  따라서 아르님 가문에서 유일하게 축복받은 아르님으로 불렸다.

- 아나로즈 티카람(Annarose Tikaram) : 페리윙클의 이웃섬인 노을섬의 자존심 센 대마법사였으며 이카본의 연인이었다. 가나폴리 마법에 가장 근접한 마법사이고 건국 이후부터 지금까지 노을섬에서 악의무구 '피 흘리는 창(마법사의 부러진 손)'을 봉인하여 지키고 있으며 몇몇 마법사로부터 이 일이 알려진 후 존경받고 있다. 열 입곱살 때 이카본과 함께 섬을 떠난다. 루비빛 머리카락과 압생트빛 눈동자를 가지고 있다. 애칭은 앤. 그녀의 붉은 머리 탓인지 후에 아르님 가문에 전해져 내려오는 이야기 중 그녀를 이카본 폰 아르님이 아꼈던 붉은 보석으로 묘사하는 장면이 등장한다.

- 스초안 오블리비언 :  아르님 가문의 초대 공작인 이카본 폰 아르님의 세 맹우 중 한명이다. 본래 페리윙클 섬의 영주였으나 그는 정치에는 관심이 없고 예술을 사랑해 그가 영주가 되었을 때 땅을 모조리 나누어 주었다. 이카본의 세 맹우를 그린 그림을 이카본에게 실망한 이후 이카본을 제외한 나머지 사람들의 모습을 덧그렸다. 켈스니티의 말로는 성격은 막시민과 동일하다. 세 맹우 중 가장 안유명해서 여기에도 적혀있지 않았고 자신은 못알아봤다며 막시민이 툴툴거리기도 했다. 세 맹우 중 행방을 알 수 없는 유일한 인물이다.

- 테오스티드 다 모로(Theostid da Moro) : 조슈아의 매형으로, 이브노아 폰 아르님과 결혼했다. 자신의 아들을 공작으로 만들기 위해 조슈아를 제거하려 한다. 이브노아를 끔찍히 사랑한 것으로 생각되는 장면이 직접 등장하지는 않으나 이브노아가 조슈아를 대신해 죽고 난 후부터는 공허한 모습을 종종 보여주곤 한다. 애칭은 테오.

- 이브노아 아일첸브리스 폰 아르님(Evenoah Ailchenbris von Arnim) : 조슈아의 누나이며, 테오스티드 다 모로의 아내이다. 아름다운 얼굴과 좋은 배경을 가지고 있으나 조슈아를 위해 백치로 태어날 수 밖에 없었던 손상된 데모닉이다. 그럼에도 불구하고 동생인 조슈아를 끔찍히 사랑하고 테오의 계략으로부터 조슈아를 살리기 위해 본인이 대신 독이 든 잔을 마시고 절명한다. 애칭은 이브.

- 샐러리맨(Salary Man) : 최고의 암살자. 오른손이 특히 발달되었고 투철한 직업정신을 가지고 있으며, 테오스티드 다 모로에게서 암살의뢰를 받은 후 조슈아 일행을 죽이려 쫓아다닌다. 옛 왕국인 '가나폴리'의 악의 무구 중 하나가 쪼개져, 그의 오른손에 박혔으며, 그것이 오른손이 발달된 이유가 되었다. 몇 번이나 죽어도 이상하지 않은 상황 속에서도 끝까지 살아남는 불가사의한 인물. 여러 강자들과도 싸워본 적이 있다고 주장하는 강력한 실력자.

- 보리스 진네만(Boris Jinneman) : 마법학원 네냐플에서 조슈아, 막시민과 만난다. 막시민, 루시안과 같은 빌라를 쓴다.  부러진 창의 파편을 자신의 몸에 박아넣고 폭주한 애니스탄 뵐프를 물리치는데 큰 역할을 하였고 무구 윈터러의 주인이자 티그리스와 신성찬트의 계승자이다. 룬의 아이들 1부《윈터러》의 주인공이기도 하다. 조슈아의 말로는 보리스의 옆에 있으면 유령들이 말하는 소리가 들리지 않는다고 한다.

- 루시안 칼츠 : 아노마라드의 대상인 칼츠상단의 드메린 칼츠의 아들.보리스와 함께 네냐플에 입학하였다. 막시민, 보리스와 함께 같은 빌라를 쓴다. 성격은 쾌활한 철부지로 부잣집에서 자란 아이답게 돈을 쓰는걸 주저하지 않으며 철없는 행동을 자주 한다.

- 막스 카르디 : 조슈아가 하이아칸에서 배우로 활동하며 썼던 가명이다. 또한, 테오가 마법사 친구, 애니스탄이 무구의 조각의 힘을 빌려 위대한 가나폴리의 마법으로 복제한 조슈아의 인형에게 조슈아가 붙여준 이름이기도 하다. 막스 카르디가 자신이 인형이라는 사실을 깨달은 후부터는 막시민에 대한 친구로서의 기억에 괴로워하며 결국 인형으로서의 자신을 받아들이고 자신을 만든 애니스탄 뵐프가 폭주한 것을 두고 볼 수가 없어 같이 세상에서 사라진다. 막시민은 봉인되는 막스 카르디를 보고 후에 그가 봉인에서 풀려나가게 된다면 자신의 자식에게 네 이야기를 해 둘테니 잘 알아서 하라는 말을 남긴다.

- 엘베리크 쥬스피앙 : 자칭 위대한 은둔 대마법사. 조슈아에게 인형의 정보를 제공하고 막시민에게 카프리치오 바이올린에 대해 알려준 스승이며 가나폴리의 하늘을 나는 배를 실현한 마법사이고 그 배를 조슈아 일행에게 빌려주었다.

- 티치엘 쥬스피앙 : 엘베리크 쥬스피앙의 딸, 아버지의 부탁을 받아 막시민에게 마법을 가르쳐준다. 조슈아를 도와서 네냐플의 포도원에서 조슈아에게 정보를 제공할 정도로 친절하고 착하다. 포도원지기인 데리케 레오맨티스 교수의 조카로, 막시민을 따라서 네냐플에 수석으로 입학하고 네냐플 생활에서 조슈아와 막시민에게 도움을 여러 번 제공한다. 마법사인 엘베리크 쥬스피앙의 딸으로서 과한 사랑을 받고 사라서인지 상식과는 종종 어긋난 언행과 행동을 보이기도 한다. 이미 마법사로서의 실력은 상당한 수준에 올라있다.

- 마일스톤 :미의 극치호를 운용하는데 어려움을 겪다가 일행이 고용한 항해사다. 리체가 부상을 입었을 때 치료를 도와주고 배를 움직이는 실력도 뛰어나 일행에게 큰 도움이 되었다. 조슈아나 막시민 등과 친하게 지냈고 페리윙클을 거쳐 켈티카에 상륙하는데 성공한 이후에는 홀연히 사라진다. 그 정체는 나이트 워커인 레어릭으로 같은 민중의 벗인 란지에와 지스카르에게 조슈아 일행의 정보를 지속적으로 전해주고 있었다. 이 이후 란지에나 지스카르의 대화나 전개 곳곳에 마일스톤=레어릭이라는 암시가 숨어있다. 데모닉의 큰 반전 중 하나이며 잠시 동행했던 조슈아에게는 호감을 품고 있던 듯 하지만 임무의식이 투철한 사람으로 보인다.
- 애니스탄 뵐프 : 테오스티드 다 모로의 친우이자 인형을 다루는 마법사. 조슈아의 인형을 만들었으며 테오가 죽고 난 후에도 조슈아의 인형에 대한 애정과 집착을 버리지 못한 채 조슈아를 납치하여 인형을 완전하게 만들려 한다. 노을섬에 숨어들어 '피 흘리는 창'(마법사의 부러진 손)의 파편을 손에 넣은 것으로 추정되는 인물.

## 등장 도시 및 장소
- 켈티카 : 조슈아의 가문인 아르님 가문이 존재하는 나라. 원래는 왕정이었으나 공화정으로 바뀌고 10년만에 다시 왕정으로 복귀한 대륙에서 가장 큰 나라지만 동시에 가장 큰 혼란을 겪은 나라. 조슈아는 데모닉의 재능으로 이 나라가 왕정으로 복귀하는데 도움을 필요로 하는 자신의 아버지를 도왔다. 현재 다시 공화정으로 복귀하려는 세력과 완정으로서의 지배를 공고히하려는 세력이 암암리에 다투고 있다.
- 비취반지 성 : 아르님 가문의 성. 조슈아의 어릴 적 추억이 그대로 곳곳에 새겨져있는 오래된 성이다. 조슈아가 처음 켈스니티를 만난 장소이기도 하다.
- 하이아칸 : 화려한 항구도시로 귀족들의 휴양지로 자주 쓰이는 도시. 조슈아가 막스 카르디로서 공연을 하기 시작한 곳이며 리체 아브릴과 첫만남을 가지기도 한 곳이다. 막시민이 조슈아에게 조슈아의 인형이 존재한다는 사실을 처음으로 확인시켜주기도 한 장소,
- 코츠볼트 : 전형적인 시골마을로 막시민의 고향. 조슈아가 잠시 시선을 피하기 위해 피신한 장소이며 조슈아의 외할아버지인 히스파니에 폰 아르님이 살고 있는 곳이기도 하다. 대부분의 조슈아와 막시민의 우정은 이 곳에서 쌓였으며 후에 막시민이 위기상황에서 둘러대는 귀족의 성 이름으로도 잠깐 쓰이기도 한다.
- 마법사의 집 : 마법사인 엘베리크 쥬스피앙이 자신의 집을 자칭하는 단어. 바깥에 있는 집과는 상식을 달리하는 장소로서 조슈아 일행은 처음 들어온 후 엘베리크의 장난 덕에 바구니에 가득 담긴 감자를 까기도 했다. 막시민이 들고다니던 낡아빠진 바이올린이 사실 가나폴리의 유산인 카프리치오 바이올린이란 것이 밝혀진 곳. 조슈아의 빠른 귀환을 위해 '미의 극치호'라는 하늘을 나는 배를 얻은 곳이기도 하다.
- 칼라이소 : '미의 극치호'의 마법장치가 고장이 나면서 불시착하게 된 후 처음으로 들르게 된 섬. 조슈아는 이 곳에서 막시민을 주제로 한 오페라를 써내어 공연을 하여 돈을 벌었다. 처음으로 아르님 가문의 다른 사람들이 자신들의 집에 있는 조슈아에 대한 의문을 품게 만든 사건이 벌어지기도 한 곳.
- 페리윙클 : 아르님 가문이 대대로 자배해온 섬. 아르님 가문에 대한 충성심이 대단한 사람들이 살고 있으며 역대 아르님 가문의 사람들이 묻힌 납골당이 있는 곳이기도 하다. 노을섬에 대한 정보를 처음으로 제대로 들을 수 있는 장소.
- 노을섬 : 아나로즈 티카람의 고향이자 마법사들이 사는 섬. 현재는 너무나도 오래되어 살고 있는 사람이 없으며 마법폭풍으로 뱃길이 막혀있기까지 하여 외부와 단절된 무인도. 아르님 가문과의 연이 깊은 섬으로 조슈아와 막시민은 쪽배를 이용해 이 섬에 상륙을 성공하였다. 현재 죽었다고 알려진 아나로즈 티카람이 혼자서 가나폴리의 옛 무구인 '피 흘리는 창'(마법사의 부러진 손)과 그의 연인이었던 자의 묘를 지키고 있다.
- 가나폴리 : 고대에 존재했다 전해지는 마법왕국. 가나폴리의 물건들은 하나같이 강력한 힘을 지니고 있으며 현재 전해져 내려오는 가나폴리의 마법들의 수는 극히 적다. 여러모로 베일에 쌓여있는 수수께끼의 왕국으로 전해져 내려오는 이야기는 대부분 전설이나 전승이다.
- 네냐플 : 오랜 역사를 자랑하는 마법학원으로 엘베리크 쥬스피앙이 막시민이 카프리치오 바이올린을 소유하게 허락하는 대가로 다니게 만든 학원. 굉장히 깐깐한 학풍을 자랑하며 만일 시험 점수가 충분히 못할 경우 가차없이 유급시키는 걸로 악명이 자자하다. 조슈아와 막시민이 보리스, 루시안, 티치엘 및 란지에를 만나게 되는 장소이며 조슈아와 조슈아의 인형이 얽힌 모든 이야기가 종결되는 장소.

## 데모닉
아르님 가문에 전승되는 말 그대로 악마와도 같은 재능을 가진 사람을 지칭하는 단어. 이 세상의 모든 재능을 타고난데다가 외모마저 신이 질투할 정도로 아름답다. 다만, 데모닉이라는 말에 걸맞게 그 능력의 소유자들은 초대인 이카본 폰 아르님을 제외하고는 전부 비참한 운명을 맞이하게 되었다. 작중에서는 대부분의 데모닉들이 비참한 최후를 맞이하게 된 이유가 영매 체질 때문이라고 말하고 있다. 유령과 대화를 할 수 있게 되면서 산 자와 죽은자를 구별하지 못하게 되며 점점 미쳐간다는 것이다. 그 밖에도 너무 뛰어난 재능 때문인지 삶에 대한 흥미를 잃거나 염증을 느끼는 등 데모닉은 축복이 아닌 저주에 가까운 의미로 쓰이고 있다. 다만 예외가 있다면 조슈아의 외할아버지인 히스파니에 폰 아르님은 영매의 재능이 없어 정상적인 삶을 사는 데모닉이 되었고 조슈아의 경우는 친구인 막시민이 곁에서 있어주었기에 비참한 운명에서 벗어날 수 있었다.

## 같이 보기
- 테일즈위버